# Stylopauropoides wungongensis
Stylopauropoides wungongensis – gatunek skąponoga z rzędu Tetramerocerata i rodziny Pauropodidae.
Gatunek ten opisany został w 2011 roku przez Ulfa Schellera na podstawie samca znalezionego w Wungong Dam.
Skąponóg o ciele długości około 1 mm. Wierzch głowy ze szczecinkami prawie walcowatymi, rowkowanymi, średniej długości. Narząd skroniowy ze słupkiem położonym w części tylnej. Poszczególne tergity tułowia mają układy szczecinek kolejno I: 4+4, II–IV: 6+6, V: 6+4, VI: 4+2. Szczecinki st na tylnej krawędzi tergum pygidialnego maczugowate. Płytka analna V-kształtna; każde z jej ramion jest lekko przewężone poniżej tylnego końca i wyposażone w wyrostek o kształcie gwintowanej śrubki.
Wij znany wyłącznie z Australii Zachodniej.